# ザ・ゴールドフィンチ (映画)
『ザ・ゴールドフィンチ』（The Goldfinch）は、2019年のアメリカ合衆国のドラマ映画。監督はジョン・クロウリー。主演はアンセル・エルゴート。共演はオークス・フェグリー、アナイリン・バーナード、フィン・ウルフハード、サラ・ポールソン、ルーク・ウィルソン、ジェフリー・ライト、ニコール・キッドマンら。
本作は日本国内で劇場公開されなかったが、2020年8月12日にiTunesで配信された。

## ストーリー

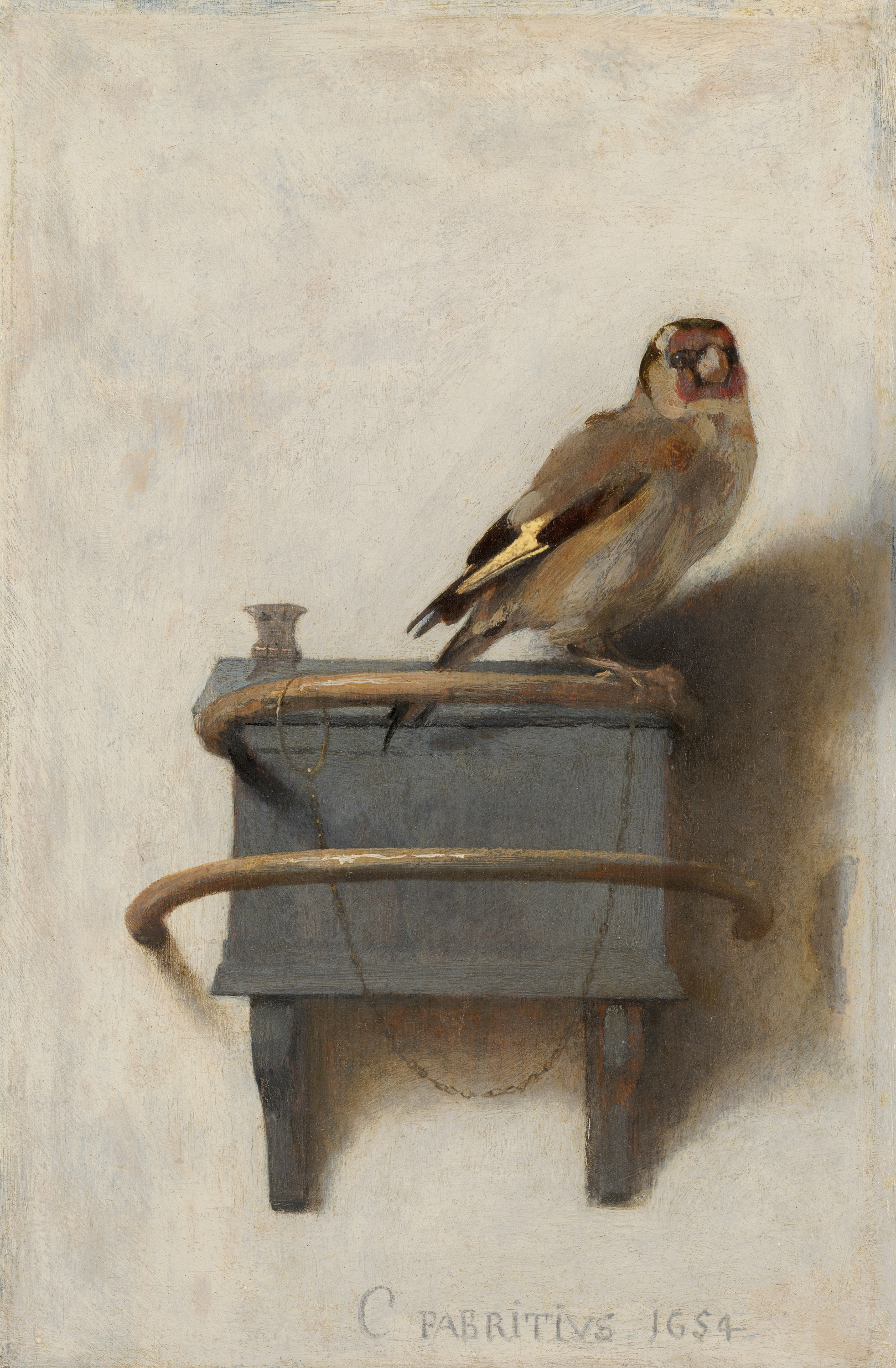
『ゴシキヒワ』（The Goldfinch、カレル・ファブリティウス、1654年）

13歳の時にメトロポリタン美術館での爆発テロで母親を失ったテオドア・“テオ”・デッカーは、テロの悲劇によって人生を変えられ、高級住宅街に住む裕福な家族への元に引っ越すことになる。その後も、友情、恋愛、裏切り、ドラッグ、父親との確執など波乱万丈な人生を余儀なくされる。そんなテオの数少ない希望の1つは、爆発の後の美術館から密かに持ち出していたカレル・ファブリティウスの絵画、『ゴシキヒワ』（The Goldfinch）だった。

## キャスト
テオドア・“テオ”・デッカー
演 - アンセル・エルゴート、日本語吹替 - 細谷佳正
オードリーとラリーの息子。
若き日のテオ
演 - オークス・フェグリー、日本語吹替 - 東内マリ子
サマンサ・バーバー
演 - ニコール・キッドマン、日本語吹替 - 田中敦子
チャンスの妻で、一見冷淡だが、内に優しさを持つ裕福なプラット、キットシー、アンディの母親。孤児になったテオを家に迎え入れる。
ボリス・パヴリコフスキ
演 - アナイリン・バーナード、日本語吹替 - 梶川翔平
テオの親友になるウクライナ移民の息子。
若き日のボリス
演 - フィン・ウルフハード、日本語吹替 - 斎賀みつき
ザンドラ
演 - サラ・ポールソン、日本語吹替 - ニケライ・ファラナーゼ
娼婦。ラリーの元ガールフレンド。
ラリー・デッカー
演 - ルーク・ウィルソン、日本語吹替 - 森宮隆
テオの虐待的な父親で、オードリーの夫。俳優だったが落ちぶれ、現在はギャンブル依存症やアルコール依存症になっている。
ジェームズ・“ホビー”・ホバート
演 - ジェフリー・ライト、日本語吹替 - 辻親八
テオの師匠。また、ピッパの法的後見人で、ウェルティーのパートナー。
ピッパ
演 - アシュリー・カミングス
テオの片思いの相手。
若き日のピッパ
演 - エイミー・ローレンス
チャンス・バーバー
演 - ボイド・ゲインズ
サマンサの夫で、プラット、キットシー、アンディの父親。
キットシー・バーバー
演 - ウィラ・フィッツジェラルド、日本語吹替 - 柚木尚子
テオの婚約者。また、プラットの妹・アンディの姉で、チャンスとサマンサの娘。
プラット・バーバー
演 - ルーク・クラインタンク
アンディとキットシーの兄で、チャンスとサマンサの息子。
若き日のプラット
演 - ジャック・ディファルコ
アンディ・バーバー
演 - ライアン・フォウスト、日本語吹替 - 柚木尚子
テオの学校の友達。また、プラットとキットシーの弟で、チャンスとサマンサの息子。
ルシウス・リーヴ
演 - デニス・オヘア
テオの秘密を発見した危険なアート・コレクター。
ミスター・シルヴァー
演 - ピーター・ジェイコブソン
ウェルトン・“ウェルシー”・ブラックウェル
演 - ロバート・ジョイ
ホビーのパートナー。
オードリー・デッカー
演 - ヘイリー・ウェスト
テオの母親で、ラリーの妻。

## 製作
2014年7月、小説の映画化権がワーナー・ブラザースとラットパック＝デューン・エンターテインメントに、取引を仲介するICMパートナーズと共に売却された。2年後の2016年、ジョン・クロウリーが監督を務めることが決定した。2017年8月、ワーナー・ブラザースはアマゾン・スタジオとの契約を締結し、協調融資を行った。Amazonはプロジェクトの予算の3分の1を出資し、ワーナーの全世界での劇場公開後のAmazonプライム・ビデオでのストリーミング配給権を取得した。
2017年10月4日、2ヶ月のキャスティングリサーチの後、ベイビー・ドライバーでのブレイク後のアンセル・エルゴートが主人公のテオドア・“テオ”・デッカーとしてキャスティングされた。同日、撮影監督のロジャー・ディーキンスはバラエティに、本作が『ブレードランナー 2049』の次のプロジェクトだと明かした。10月後半、アナイリン・バーナードがキャストに加わった。2017年11月15日、サラ・ポールソンがキャストに加わった。11月後半、トレバー・グレッキスが本作のサウンドトラックを作曲することが決定した。2017年12月、ウィラ・フィッツジェラルドとアシュリー・カミングスがキャストに加わった。2018年1月、ジェフリー・ライト、ルーク・ウィルソン、フィン・ウルフハード、ルーク・クラインタンクがキャストに加わった。1月後半、撮影が開始したと同時に、残りのキャストが発表された。

### 撮影
主要な撮影は、2018年1月23日にニューヨークで始まり、残りの撮影は、2018年4月3日にアルバカーキで行われた。

### マーケティング
映画の映像は、2019年4月2日のシネマコンで初公開された。2019年5月28日、本作の最初の公式画像とティーザーポスターが公開された。翌日、最初の公式予告編が公開された。

## 封切り
本作は、2019年9月8日の第44回トロント国際映画祭で世界初上映される。本作は当初2019年10月11日に公開される予定だったが、2019年9月13日に前倒しされた。

## 作品の評価

### 映画批評家によるレビュー
本作に対する批評家の評価は伸び悩んでいる。Rotten Tomatoesでは108個の批評家レビューのうち24%が支持評価を下し、平均評価は10点中4.46点となった。サイトの批評家の見解は「『ザ・ゴールドフィンチ』は、原作を誤って扱い複雑な物語を平面化してしまい、美しい撮影までも不活性にさせてしまう。」となった。MetacriticのMetascoreは41個の批評家レビューに基づき、加重平均値は100点中40点となった。サイトは本作の評価を「賛否両論または酷評」と示している。

### 興行収入
本作は『ハスラーズ』と同じ週に公開され、公開初週末に800～1200万ドルを稼ぎ出すと予想されている。